# Yana Thönnes
Yana Eva Thönnes (* 1990 in Bergisch Gladbach) ist eine deutsche Theaterregisseurin und Dramatikerin.

## Leben und beruflicher Werdegang
Yana Eva Thönnes wuchs im Rheinland auf. Sie studierte Philosophie und Kulturreflexion an der Universität Witten Herdecke sowie Theaterregie an der Hochschule für Musik und Theater Hamburg. Von 2015 bis 2017 war sie als Regieassistentin an den Münchner Kammerspielen tätig, wo sie unter der Intendanz von Matthias Lilienthal u. a. mit Felix Rothenhäusler, Toshiki Okada, Gob Squad, Britta Thie, Wolfgang Tilmans und dem Zentrum für politische Schönheit arbeitete. Von 2015 bis 2022 hatte sie gemeinsam mit Rahel Spöhrer, Magdalena Emmerig und Belle Santos die künstlerische Leitung der Theatergruppe The Agency inne und agierte in diesem Rahmen als Regisseurin und Autorin der Stücke der Gruppe sowie als Performerin. Ihre Arbeiten wurden in der freien Theaterszene im deutschsprachigen Raum und international gezeigt. Die Gruppe löste sich 2022 auf. Seit 2023 inszeniert Yana Eva Thönnes als Solo-Regisseurin und Dramatikerin am Stadt- und Staatstheater wie etwa dem Residenztheater München und der Schaubühne am Lehniner Platz, wo sie mit „In Memory of Doris Bither“ die Spielzeit 2023/24 eröffnete. Das Stück rezensierte die New York Times als „absorbing“ sowie „well-made and massively weird“.
Seit 2018 nimmt Yana Eva Thönnes Lehraufträge wahr u. a. im Studiengang Live Art Forms der Akademie der Bildenden Künste Nürnberg, der Hochschule für Gestaltung Offenbach, der Akademie der Bildenden Künste München Texte und Stückabdrucke erschienen u. a. auf Tegel Media, Metamorphosen Magazin des Verbrecher Verlags. Yana Eva Thönnes lebt in München.

## Künstlerisches Arbeiten
Yana Eva Thönnes Arbeiten sind stark recherchenbasiert. So beschäftigte sie sich in ihren Stücken mit Themen wie Leihmutterschaft, Selbstoptimierung und unterschiedlichen Ausprägungen von Misogynie, vom Alltagssexismus bis hin zu Vergewaltigung und häuslicher Gewalt. Zumeist arbeitet sie als Dramatikerin und schreibt die Stücke für das entsprechende Ensemble. Dabei werden deutsche und englische Sprache verwendet. Darüber hinaus dramatisiert und überschreibt sie bestehende Werke, wie etwa den Roman „Spitzenreiterinnen“ von Jovana Reisinger: Für ihre Inszenierung am Residenztheater erstellte Yana Thönnes mit Jovana Reisinger die dramatisierte Bühnenfassung.

## Ehrungen und Auszeichnungen
- 2017: Stipendiatin und Residentin der Saison Foundation Tokyo[12]
- 2018: Arbeitsstipendium der Stadt München[13]
- 2018: Stipendiatin des Internationalen Forums des Berliner Theatertreffens[14]
- 2018: Stipendiatin Bloom up Program / Saison Foundation Tokyo, Japan[15]
- 2019: Residentin des Goethe Instituts Max Mueller Bhavan Bangalore, Indien[16]
- 2019: Einladung ihrer Inszenierung „Medusa Bionic Rise“ zum Radikal Jung Festival[17]
- 2023: Reisestipendiatin des Goethe Instituts für eine Recherchereise nach Los Angeles
- 2024: Nominierung von "In Memory Of Doris Bither" für das Berliner Theatertreffen

## Inszenierungen (Auswahl)
- 2014: Das Haus, gemeinsam mit Christina Rast und Bernhard Mikeska[18][19]
- 2016: Love Fiction, FFT Düsseldorf, Sophiensaele Berlin[20]
- 2017: Medusa Bionic Rise, Tanz im August[21][22]
- 2018: Perfect Romance, Münchner Kammerspiele[23]
- 2018: Quality Time, Sophiensaele Berlin[24]
- 2019: Ashram Mommies, Festival Internacionales de Buenos Aires
- 2020: Club Silencio, Bayerische Staatsoper[25]
- 2021: Mater Dolorosa Bleed, Theater Neumarkt[26]
- 2023: Spitzenreiterinnen, Residenztheater München[27]
- 2023: In Memory Of Doris Bither, Schaubühne am Lehniner Platz[28]

## Ausstellungen (Auswahl)
- 2018: Inszenierung und Installation von "Medusa Bionic Rise" auf der Athen Biennale 6: ANTI[29]
- 2019: Ausstellung "Maskulinitäten" mit der Inszenierung "Take it like a man" Kunstverein für die Rheinlande und Westfalen[30]
- 2022: Ausstellung "NURTURÆL" in der Lothringer13 Halle München[31]